# Alpe Masnee
L'Alpe Masnee è un gruppo di piccoli rifugi alpini, situati nel comune di Maggia, nel Canton Ticino, nella Valle del Salto nelle Alpi Lepontine a 2.063 m s.l.m.

## Storia
Fu inaugurato nel 2010.

## Caratteristiche e informazioni
Sono 5 piccole cascine ben inserite nell'ambiente circostante. Una cascina è stata ricavata da un sasso spiovente (sprüch), mentre le altre sono anch'esse in sasso ma costruite in modo normale. In una cascina sono a disposizione due piani di cottura, uno a legna e uno a gas, completi di utensili di cucina. I posti letto sono suddivisi In una seconda vi è il refettorio di 9 posti. Nella terza e nella quarta vi sono i posti letto, e nella quinta i servizi igienici e l'acqua corrente sono in capanna. Il riscaldamento è a legna, l'illuminazione è elettrica.

## Accessi
- Brione Verzasca 756 m s.l.m. - Brione Verzasca è raggiungibile anche con i mezzi pubblici. - Tempo di percorrenza: 4,30 ore - Dislivello: 1.300 metri - Difficoltà: T3
- Maggia 332 m - Maggia è raggiungibile anche con i mezzi pubblici. - Tempo di percorrenza: 5,30 ore - Dislivello: 1.750 metri - Difficoltà: T2.

## Escursioni
- Laghetti Pianca, Masnee, Scimamòta - Tempo di percorrenza: 2 ore - Dislivello: 300 metri - Difficoltà: T3.

## Traversate
- Rifugio Starlaresc 45 min
- Capanna Nimi 2 ore
- Alpe Spluga 6 ore